# ذرات (کوار)
ذرات (شیراز)، روستایی از توابع شهرستان کوار در استان فارس ایران است.

## جمعیت
این روستا در دهستان فرمشکان قرار دارد و براساس سرشماری مرکز آمار ایران در سال ۱۳۸۵، جمعیت آن ۶۰۳ نفر (۱۶۲خانوار) بوده‌است.